# Spaceman
Spaceman este al cincisprezecelea single al trupei de rock alternativ The Killers, și al doilea single de pe al treilea album de studio, Day & Age. A fost lansat pe data de 4 noiembrie 2008 pe iTunes, și ca 7" și CD promo în Statele Unite ale Americii, Canada și Marea Britanie. A ocupat locul 17 în lista celor mai bune 100 de cântece ale anului 2008 alcătuită de revista Rolling Stone.
The Killers au început să interpreteze melodia în timpul turneului lor din vara anului 2008. Ei au cântat melodia și la emisiunea Saturday Night Live din data de 4 octombrie 2008 și la emisiunea Later... with Jools Holland (postul BBC2) din data de 4 noiembrie 2008.
Coperta single-ului îl reprezintă pe solistul Brandon Flowers, și este unul dintre cele patru portrete efectuate de Paul Normansell pentru albumul Day & Age.

## Lista melodiilor

### CD Promo
1. „Spaceman” (radio edit)
2. „Spaceman” (album version)

### UK 7"
1. „Spaceman”
2. „Tidal Wave”

## Despre videoclip
Videoclipul are un aspect de carnaval în desfășurare - îl arată pe Brandon Flowers, îmbrăcat într-un costum ciudat, roșu, plimbându-se printre niște oameni (printre care se află și colegii de trupă) implicați într-o petrecere care are loc pe un fel de platformă înaltă, etajată și plină de lumini. Mai mulți oameni (îmbrăcați în haine viu colorate și extravagante) sunt arătați dansând, fie în grup, fie individual. Către sfârșitul videoclipului, perspectiva se mărește, și privitorul poate vedea în mod clar platforma așezată în mijlocul unui spațiu larg, deschis, strălucind în noapte, și înconjurată de echipa ce filmează videoclipul.

## Poziții în topuri
- 9 (US Modern Rock)
- 33 (Irlanda)
- 40 (UK Singles Chart)
- 67 (US Hot 100)